# Dieter Fischer (Politiker)
Dieter Fischer (* 25. Juni 1942 in Biskirchen) ist ein deutscher Berufssoldat, Politiker (CDU) und ehemaliger Abgeordneter des Hessischen Landtags.

## Leben
Nach dem Besuch der Volksschule absolvierte Fischer seit 1957 eine Ausbildung als Maler. Er ließ sich 1963 für zwei Jahre bei der Bundeswehr verpflichten, schlug anschließend eine Laufbahn als Berufssoldat ein und war bis 1977 als Ausbilder in Wolfhagen und Mengeringhausen tätig. Nach seinem Ausscheiden aus der Bundeswehr arbeitete er für zwei Jahre als Assistent beim Bundestagsabgeordneten Hans Wissebach.
Neben seiner beruflichen und politischen Tätigkeit engagiert sich Fischer u. a. in Schießsport- und Kriegsopferverbänden. Er war Landesvorsitzender des Kyffhäuserbunds Hessen und Präsident des Deutschen Kyffhäuserbunds. Außerdem fungiert er als Vizepräsident des europäischen Kriegsopferverbands Union Fédérale des Associations Françaises d'Anciens Combattants, Victimes de Guerre et des Jeunesses de l'Union Fédérale (CEAC). Des Weiteren ist er Präsidiumsmitglied von EUROMIL.
Wegen seiner ehemaligen Zugehörigkeit zur Bundeswehr und seinem ehrenamtlichen Engagement erhielt er den scherzhaften Beinamen „Panzerfischer“.

## Partei
Fischer war zunächst Mitglied der Gesamtdeutschen Partei, für die er bei der Bundestagswahl 1969 vergeblich auf der hessischen Landesliste kandidierte. Später schloss er sich der CDU an und wurde Kreisvorsitzender der Christlich-Demokratischen Arbeitnehmerschaft für den Landkreis Waldeck-Frankenberg. In den 1970er Jahren war er dort bereits Kreisvorsitzender der Jungen Union gewesen.

## Abgeordneter
Fischer wurde 1972 in den Kreistag des Kreises Waldeck-Frankenberg gewählt. Von 1979 bis 1999 war er Mitglied des Hessischen Landtags.

## Ehrungen
- Bundesverdienstkreuz am Bande, 1988
- Ehrenbrief des Landes Hessen, 1991
- Ehrenkreuz der Bundeswehr in Gold, 1994
- Europakreuz der CEAC, 2001
- Bundesverdienstkreuz I. Klasse, 2001
- Theodor-Heuss-Medaille, 2002